# 니코바르 제도

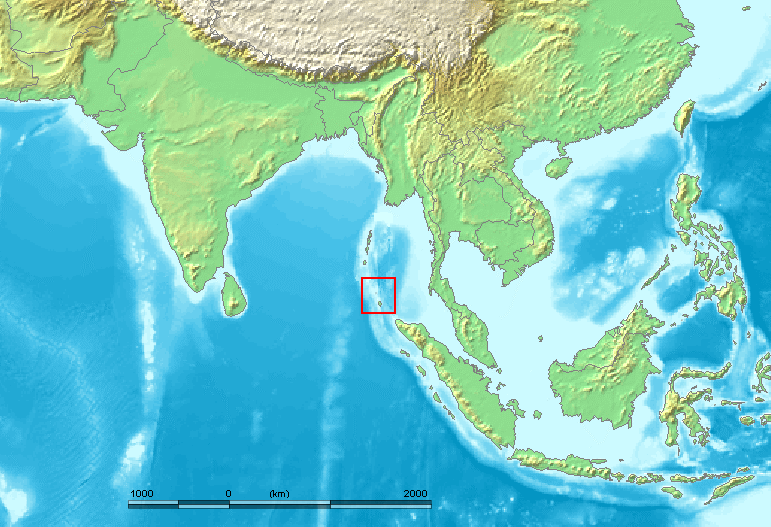
니코바르 제도의 위치

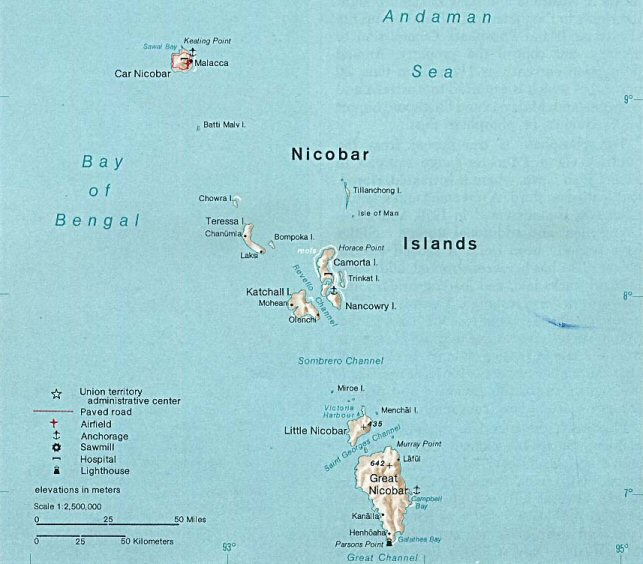
니코바르 제도의 지도

니코바르 제도(영어: Nicobar Islands)는 벵골만의 열도이다. 북쪽으로 안다만 제도가 있으며, 남쪽으로는 수마트라섬 북단의 아체까지 약 150km 떨어져 있다. 행정 구역 상으로는 안다만 제도와 함께 인도의 안다만 니코바르 제도를 이루나 인도 본토와는 상당히 멀리 떨어져 있다. 니코바르 제도를 이루는 19개의 섬들 중 12개 섬이 유인도이다.

## 역사
약 수천 년 전부터 사람이 들어와 살기 시작했다. 원주민은 오스트로아시아 계통의 니코바르인들로, 한편 남쪽의 섬인 대 니코바르 섬(Great Nicobar)의 남단에 살며 오늘날까지도 고립된 채 살아가는 원주민인 숌펜족(Shompen)은 별개의 민족으로 분류되는 경우도 많다.
1750년대에 덴마크 동인도 회사가 처음 식민지로 삼아 선교사들이 거주하기도 했으나, 말라리아 등 전염병이 지속적으로 창궐하여 니코바르 제도는 사실상 방치된 채 있었다. 1868년 낙찰에 의해 대영제국에게 통치권이 넘어갔고 1869년에는 영국령 인도 관할로 옮겨졌다. 제2차 세계대전 중인 1942년에는 일본 제국 군대가 침공하여 1945년까지 그 점령하에 있었다. 인도 독립 이후 안다만 제도와 함께 인도령으로 편입되었다. 인도 본토의 행정권 하에 들어온 이후로 인도 본토인들이 상당수 이주하여 살고 있다.

## 인구
이 제도의 인구는 2001년 42,026명이었으며, 인구의 약 65%가 오스트로아시아 계통의 토착 민족이며 나머지 35%가 인도 본토나 스리랑카로부터 온 소위 본토인들이다.

## 지리적 구성
니코바르 제도는 크게 세 그룹으로 나뉘어 있다.
북쪽 그룹
- 카 니코바 (127 km2)
- 밭티 말브 (2 km2) - 사람이 살지 않으며, 국가 지정 야생 보호구역이다.

중앙 그룹
- 초우라 (8 km2)
- 테레사 (101 km2)
- 포아헷 (13.3 km2)
- 카트찰 (174 km2)
- 카모탈 (188 km2)
- 난코우리 (67 km2)
- 트린켓 (86 km2)
- 맨 오브 아이슬과 틸랑총 (17 km2) - 둘 다 사람이 살지 않으며, 틸랑총은 야생 보호 구역으로 지정됨

남쪽 그룹
- 그레이트 니코바르 (1045 km2)
- 리틀 니코바르 (157 km2)
- 콘둘 (4 km2)
- 풀로밀로 (1 km2)
- 메로에, 트라크, 트레이스, 멘샬, 카브라, 피존 과 메가포드 - 모두 사람이 살지 않는 작은 섬이며 메가포드는 야생 보호 구역으로 지정됨

행정상 니코바르 제도는 인도의 연합 영토이자 안다만 니코바르 제도라는 행정구역에 속한다. 안다만 니코바르 제도의 수도는 남 안다만 섬에 있는 포트 블레어이다. 연합 영토는 북중 안다만 지구, 남 안다만 지구, 니코바르 지구로 나뉜다.

## 기후와 식생

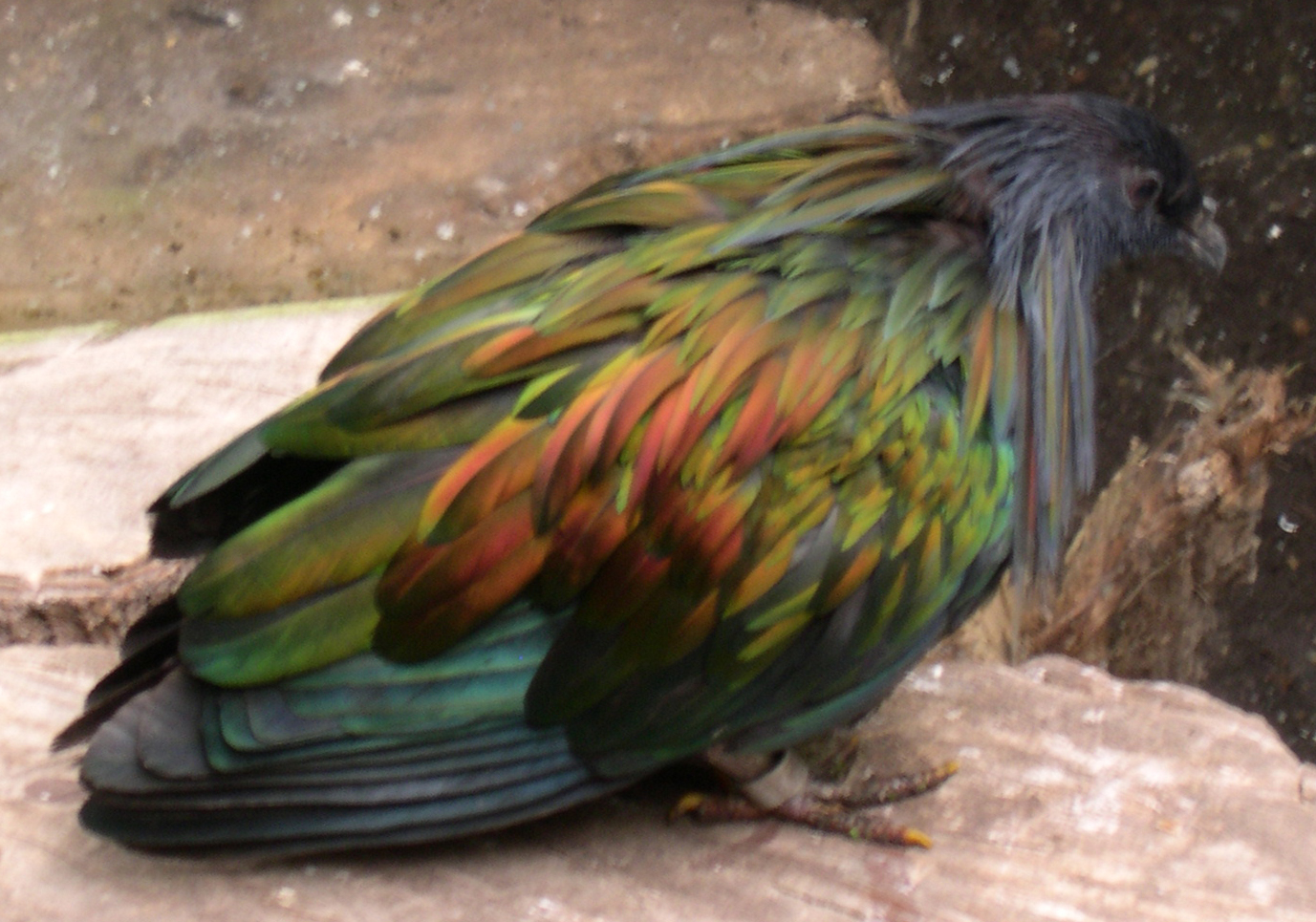
니코바르 비둘기는 니코바르 제도와 인도네시아 일부에서만 발견된다.

기후는 온난하고 열대성이며, 기온은 22 ~ 30 °C이다. 강우는 몬순 때문에 폭우가 내리며 강우량은 3,000 ~ 3,800 mm 가량이다. 식생 분포로 보면 연안의 맹그로브 림과 내부의 상록수와 열대우림으로 나뉜다.

## 같이 보기
- 니코바르인
- 니코바르어파
- 숌펜족
- 인도양